# Библиотека Радио Београда
Библиотека Радио Београда је посебно одељење у оквиру Сектора Програмске подршке Радио Београда и библиотека Радиодифузне установе Радио Телевизија Србије, која је по типу и функцијама затвореног типа, намењена стално запослени радници РТС-а, спољним сарадници по одобрењу уредника програма и пензионерима РТС-а. Основана је 1929. године,  а реоснована 1947. године, и од тада, па до данас послује као одељење Програмске подршке Радио Београда. Од 2008. године Библиотека је чланица библиотечко-информационог система COBISS Виртуелне библиотеке Србије.

## Историја
Библиотека Радио Београда основана је 1929. године, као одељење ноовоформираног Радио Београда АД. До почетка Другог светског рата књиге за Библиотеку, у својству референта за књижевност, набављао је углавном књижевник Станислав Винавер.
Одмах на почетку Другог светског рата у шестоаприлском бомбардовању Београда, страдао је целокупни фонд Библиотеке.
Након завршетка Другог светског рада библиотека је поноово почела са радом 1947. године као одељење Програмске подршке Радио Београда.

## Намена и задаци
Библиотека Радио Београда је основана као посебно одељење у оквиру Сектора Програмске подршке Радио Београда – Службе документације, обавља набавку, пријем, инвентарисање, каталогизацију, класификовање, давање на коришћење библиотечке грађе, чување и заштиту, као и све остале библиотечке послове.
Радом Библиотеке руководи Руководилац Службе документације.

## Чланство
Библиотечки материјал могу да користе стални чланови Библиотеке, који су у статусу запосленог у РДУ РТС и пензионисани радници.
Спољни сарадници могу користити библиотечку грађу само уз писмено одобрење и материјалну одговорност руководиоца службе или уредника програма у коме раде.

## Фонд библиотеке
Библиотека поседује фонд од око 40 хиљада књига, часописа и стручних публикација. Богатство књижног фонда употпуњују енциклопедијска издања, речници, монографије, ретке и старе књиге.
Посебно место у Библиотеци заузима литература у области информисања, радија и телевизије објављена у Србији и у свету.

## Радно време
Библиотека ради са корисницима радним даном од 10 до 14 часова.